# هارولد باينز
هارولد باينز (بالإنجليزية: Harold Baines)‏ هو لاعب كرة قاعدة أمريكي، ولد في 15 مارس 1959 في ايستون في الولايات المتحدة.

## وصلات خارجية
- هارولد باينز على موقع دوري كرة القاعدة الرئيسي (الإنجليزية)
- هارولد باينز على موقعبيزبول رفرنس.كوم (الدوري الرئيسي) (الإنجليزية)
- هارولد باينز على موقعبيزبول رفرنس.كوم (الدوري الثانوي) (الإنجليزية)
- هارولد باينز على موقع إي إس بي إن.كوم (أم.أل.بي) (الإنجليزية)
- هارولد باينز على موقع مشجعي الرسوم البيانية (الإنجليزية)
- هارولد باينز على موقع قاعة مشاهير كرة القاعدة (الإنجليزية)